# Мороз Валентина Василівна
Валентина Василівна Мороз (Агаркова) (нар. 4 березня 1949, селище Угроїди, нині Сумський район Сумської області) — українська радянська діячка, робітниця Угроїдського цукрокомбінату Краснопільського району Сумської області. Депутат Верховної Ради УРСР 8—9-го скликань.

## Біографія
Освіта середня спеціальна.
1966 року закінчила Угроїдську середню школу. З 1966 року — робітниця Угроїдського цукрового заводу (цукрокомбінату) Краснопільського району Сумської області. 1971 року закінчила Сумський технікум цукрової промисловості.
Депутат Верховної Ради УРСР з 1971 по 1980 рік. Пізіше — депутат Сумської обласної ради.
Потім — на пенсії у селищі Угроїди Краснопільського району Сумської області.

## Нагороди
- ордени
- медалі